# Boutokaan te koaua
Pour les articles homonymes, voir BTK.
 (février 2024).
Si vous disposez d'ouvrages ou d'articles de référence ou si vous connaissez des sites web de qualité traitant du thème abordé ici, merci de compléter l'article en donnant les références utiles à sa vérifiabilité et en les liant à la section « Notes et références ».
Le Boutokaan te koaua ou BTK (en gilbertin, « les Piliers de la vérité ») est un parti politique gilbertin fondé en 2001, dont le leader était Anote Tong, l'ancien président de la République.
Le parti provient d'une scission du National Progressive Party, créé par Ieremia Tabai, le premier président lors de l'indépendance, 12 juillet 1979. Lors de l'élection présidentielle de 2003, son candidat Anote Tong, un sino-gilbertin, obtient 47,4 % des voix et est élu. Dans les élections législatives précédentes, tenues deux mois auparavant, le BTK avait obtenu 16 des 41 députés élus à la Maneaba ni Maungatabu.
Lors des élections législatives des 22 et 30 août 2007, le parti remporte 18 sièges et Anote Tong est réélu le 17 octobre 2007, le Parlement gilbertin n'ayant pas présenté de candidats d'opposition crédibles (l'opposition a boycotté cette élection, notamment Harry Tong, le frère d'Anote Tong). Bien qu'ayant remporté les élections législatives de 2015-2016, le parti perd l'élection présidentielle qui suit et ne conserve que 13 députés (sur 46) début 2018.
Le BTK s'allie en 2020 avec le Kiribati Moa Party pour les élections législatives de 2020 qu'ils emportent (22 députés sur 45). Ils perdent nettement l'élection présidentielle qui suit et se retrouvent alors à l'opposition (certains députés votant pour la majorité présidentielle).